# 羅哈廷

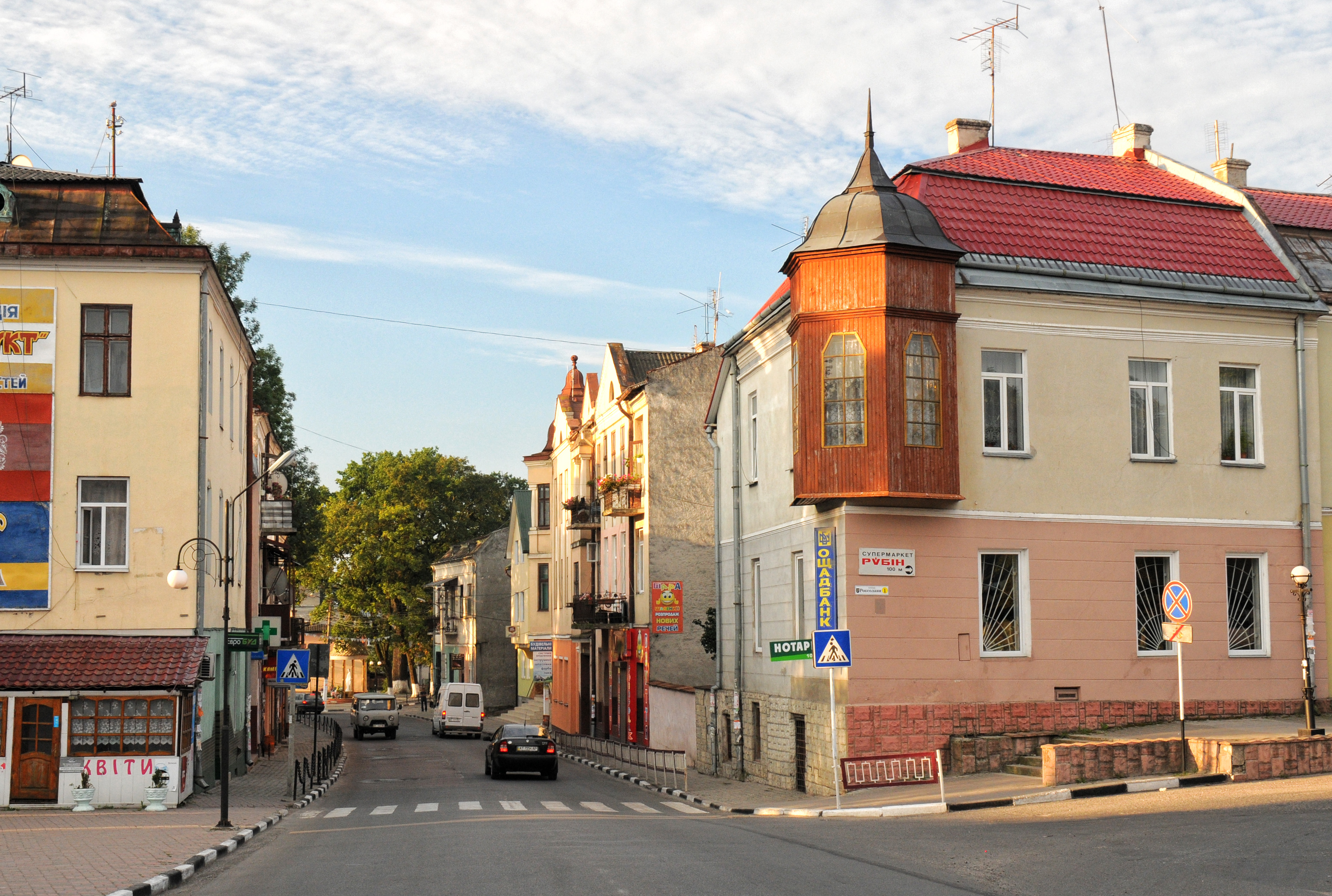
羅哈廷

羅哈廷（羅馬化：Rohatyn；亦译为罗加京）是烏克蘭西部伊萬諾-弗蘭科夫斯克州伊万诺-弗兰科夫斯克区罗哈廷市镇内的城市及该市镇的行政中心。距離州府伊萬諾-弗蘭科夫斯克55公里，始建於1184年，面積15平方公里海拔高度258米，2022年人口7,521人。